# رود آهنگران

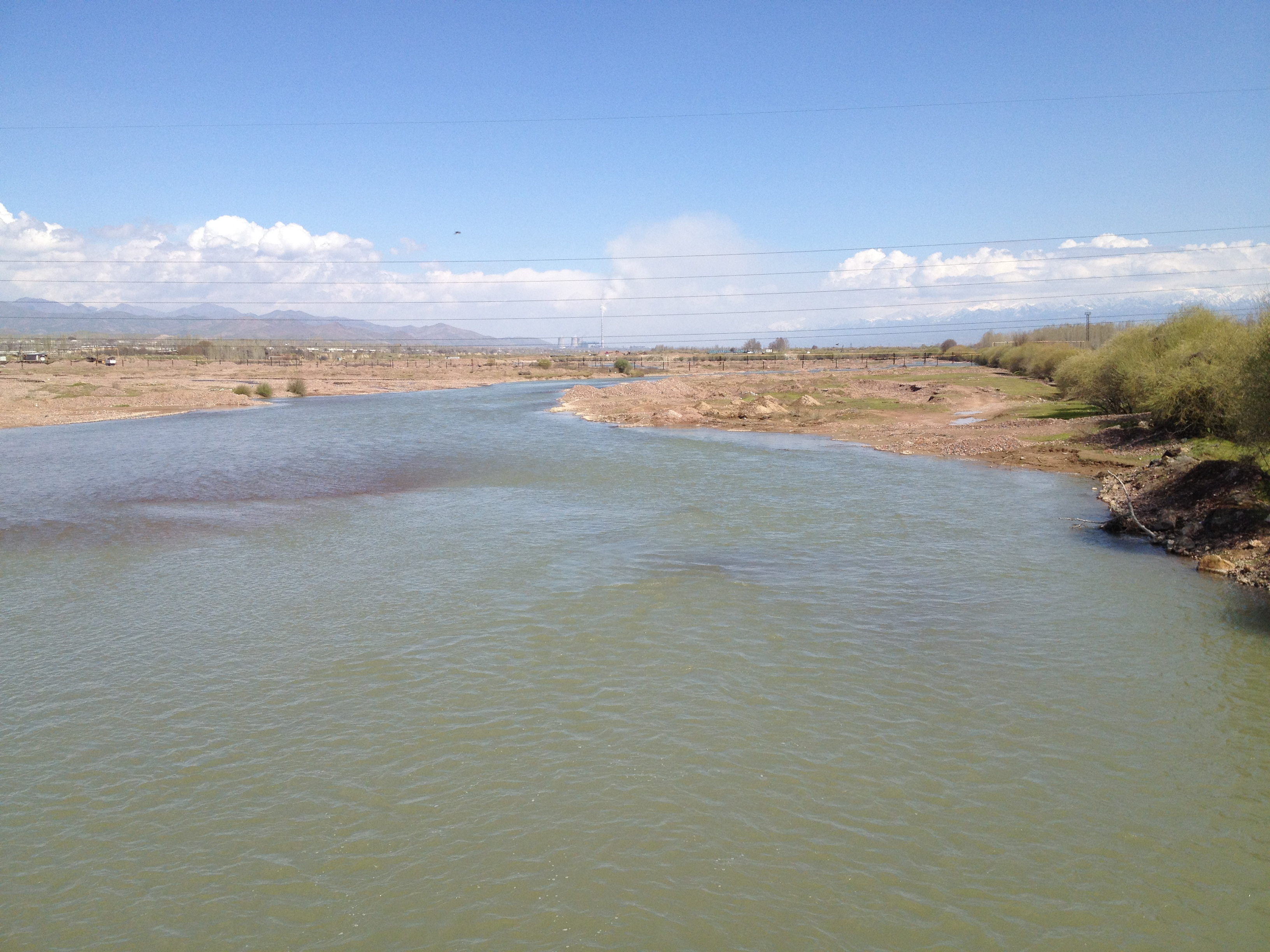
رود آهنگران در نزدیکی شهر آهنگران.

آهَنگَران (به روسی: Ангрен) رودخانه‌ای در شهرستان تاشکند ازبکستان است. این رود ۲۲۳ کیلومتر طول دارد و مساحت حوضه آبریز آن ۵٬۲۶۰ کیلومتر مربع است. این رود از درون شهر آهنگران عبور می‌کند. آهنگران از شاخه‌های سمت راست سیردریا است. سدی بر روی این رودخانه ساخته شده‌است.
در قدیم شهر بناکت در پیوندگاه رود آهنگران (که در جانب راست شهر جاری بود) با سیردریا (خَشَرت)، تقریباً در جنوب شرقی تاشکند (چاچ) قرار داشت و روزگاری شهری آبادان بود.
رود آهنگران در قدیم ایلاق هم نامیده می‌شد که همان واژه ترکی ییلاق به معنی سردسیر است.
در لغتنامه دهخدا در مورد آن آمده است: نام رودی است که نوث قصبهٔ ناحیت ایلاق به ماوراءالنهر بر لب اونهاده است. (حدود العالم).. ایلاق نام شهریست از خطا و قلماق. (برهان) (آنندراج). دارالملک خطا و ایغورست. (برهان قاطع ذیل کلمهٔ نهر ایلاق). نام شهر پایتخت خطا و ایغور. (ناظم الاطباء). ناحیتی است بزرگ اندر میان کوه و صحرا نهاده و مردم بسیار و با کشت و برز و آبادان و مردمانی کم خواسته و اندر وی شهرها و روستاها بسیار و مردمان روستاها بیشتر کیش سپیدجامگان و شوخ‌روی و اندر کوه‌های وی معدن سیم و زر است و حدودش بفرغانه و چندل و چاچ و رود خشرت پیوسته‌است و بهتران این ناحیت را دهقان ایلاق خوانند و اندر قدیم دهقان این ناحیت را از ملوک اطراف بودندی. (حدود العالم):
ببرت ماند کافور که قنصور است
بدلت ماند پولاد که در ایلاق است.
رافعی.
اگر خان را بترکستان فرستد مهر گنجوری
پیاده از بلاساغون دوان آید به ایلاقش.
منوچهری.